# Freak Power
Freak Power war eine englische Band, die einen Mix aus Acid Jazz mit Funk, Soul und Trip-Hop spielte. Die Band wurde 1994 gegründet von Norman Cook, der später als Fatboy Slim bekannt wurde, Ashley Slater, der in den 1980er Jahren bei der Jazz-Big-Band Loose Tubes Posaunist war, und vier weiteren Musikern. 1997 wurde die Band wieder aufgelöst. Die meisten Songs wurden von Norman Cook, Ashley Slater oder beiden zusammen geschrieben.

## Karriere
Die Single Turn On, Tune In, Cop Out war ein kleinerer Hit in den britischen Charts, als sie 1993 zum ersten Mal veröffentlicht wurde. Nachdem das Lied im TV-Spot Taxi der Levi’s-Jeans-Werbung produziert wurde, erlangte es internationale Bekanntheit. In den Schweizer Single-Charts erreichte es Platz 36, in den Niederlanden Platz 23 und in Neuseeland Platz 17.
Die Band veröffentlichte zwei Alben: Drive Thru Booty im Jahr 1994 mit den Hits Rush und Turn On, Tune In, Cop Out, dessen Titel ein Wortspiel des Ausspruchs „Turn on, tune in, drop out“ von Timothy Leary ist, sowie More Of Everything For Everybody im Jahr 1996, dessen Song #6 im Film Code 46 gespielt wurde.

## Diskografie

### Studioalben
| Jahr | Titel                              | Höchstplatzierung, Gesamtwochen, AuszeichnungChartplatzierungen (Jahr, Titel, Platzierungen, Wochen, Auszeichnungen, Anmerkungen) | Höchstplatzierung, Gesamtwochen, AuszeichnungChartplatzierungen (Jahr, Titel, Platzierungen, Wochen, Auszeichnungen, Anmerkungen) | Höchstplatzierung, Gesamtwochen, AuszeichnungChartplatzierungen (Jahr, Titel, Platzierungen, Wochen, Auszeichnungen, Anmerkungen) | Höchstplatzierung, Gesamtwochen, AuszeichnungChartplatzierungen (Jahr, Titel, Platzierungen, Wochen, Auszeichnungen, Anmerkungen) | Höchstplatzierung, Gesamtwochen, AuszeichnungChartplatzierungen (Jahr, Titel, Platzierungen, Wochen, Auszeichnungen, Anmerkungen) | Anmerkungen                      |
| Jahr | Titel                              | DE | AT | CH | UK | US | Anmerkungen                      |
| ---- | ---------------------------------- | --- | --- | --- | --- | --- | -------------------------------- |
| 1994 | Drive-Thru Booty                   | DE32 (12 Wo.)DE | AT29 (9 Wo.)AT | CH31 (3 Wo.)CH | UK11 (6 Wo.)UK | — | Erstveröffentlichung: April 1994 |
| 1996 | More of Everything - For Everybody | — | — | CH34 (5 Wo.)CH | UK100 (1 Wo.)UK | — | Erstveröffentlichung: Juni 1996  |

Kompilationen
- 2000: Turn On, Tune In, Cop Out

### Singles
| Jahr | Titel Album                                      | Höchstplatzierung, Gesamtwochen, AuszeichnungChartplatzierungen (Jahr, Titel, Album, Platzierungen, Wochen, Auszeichnungen, Anmerkungen) | Höchstplatzierung, Gesamtwochen, AuszeichnungChartplatzierungen (Jahr, Titel, Album, Platzierungen, Wochen, Auszeichnungen, Anmerkungen) | Höchstplatzierung, Gesamtwochen, AuszeichnungChartplatzierungen (Jahr, Titel, Album, Platzierungen, Wochen, Auszeichnungen, Anmerkungen) | Höchstplatzierung, Gesamtwochen, AuszeichnungChartplatzierungen (Jahr, Titel, Album, Platzierungen, Wochen, Auszeichnungen, Anmerkungen) | Höchstplatzierung, Gesamtwochen, AuszeichnungChartplatzierungen (Jahr, Titel, Album, Platzierungen, Wochen, Auszeichnungen, Anmerkungen) | Anmerkungen                        |
| Jahr | Titel Album                                      | DE | AT | CH | UK | US | Anmerkungen                        |
| ---- | ------------------------------------------------ | --- | --- | --- | --- | --- | ---------------------------------- |
| 1993 | Turn On, Tune In, Cop Out Drive-Thru Booty       | DE21 (20 Wo.)DE | — | CH36 (3 Wo.)CH | UK3 Silber · (20 Wo.)UK | — | Erstveröffentlichung: Oktober 1993 |
| 1994 | Rush Drive-Thru Booty                            | — | — | — | UK62 (2 Wo.)UK | — | Erstveröffentlichung: Februar 1994 |
| 1994 | Get in Touch Drive-Thru Booty                    | — | — | — | UK88 (1 Wo.)UK | — | Erstveröffentlichung: April 1994   |
| 1996 | New Direction More of Everything - For Everybody | — | — | — | UK60 (2 Wo.)UK | — | Erstveröffentlichung: Juni 1996    |
| 1998 | No Way                                           | — | — | — | UK29 (3 Wo.)UK | — | Erstveröffentlichung: Mai 1998     |

## Filmmusik
In den 90er Jahren lief das Lied Waiting for the Story to End als Hintergrundmusik in der Serie Marienhof und erschien auch auf dem im Jahre 1995 veröffentlichten Marienhof-Album.